# Sant’Anna (Caltabellotta)

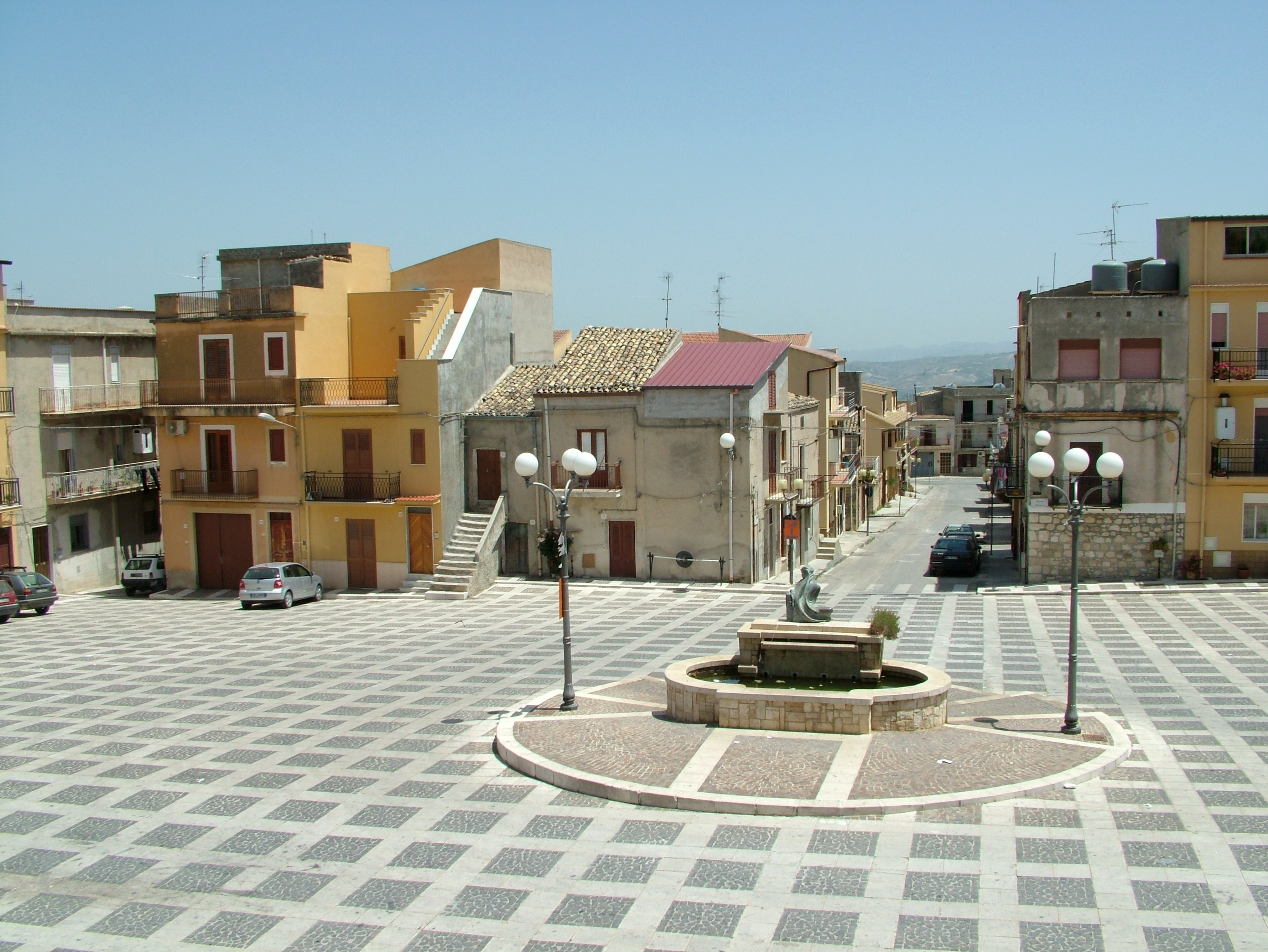
Piazza Fontana

Sant’Anna ist ein Ortsteil (Fraktion) von Caltabellotta im Freien Gemeindekonsortium Agrigent in Sizilien.
Sant’Anna wurde 1622 gegründet. Der Gründer war Francesco Alliata. Der Ort liegt an der Stelle des alten Triokala, südöstlich von Caltabellotta.
Die Straßen sind in einem rechten Winkel angeordnet. In der Mitte liegt der Platz Fontana, an dem sich auch die Verwaltung des Ortsteils befindet. Der Ort hat 683 Einwohner und liegt auf einer Höhe von 362 m s.l.m.
Sehenswert ist im Ort die Kollegkirche Santa Maria del Fervore. Die Kirche wurde im 17. Jahrhundert im barocken Stil erbaut.